# Buitenkamp Hirschberg
Buitenkamp Hirschberg (Duits:Außenlager Hirschberg)  was een subkamp van het in Neder-Silezië gesitueerde concentratiekamp Groß-Rosen.

## Het kamp
Het kamp werd opgericht in mei 1944 in de stad Hirschberg, tegenwoordig Jelenia Góra in Polen, vijf maanden voor het 3 km verderop gelegen Buitenkamp Bad-Warmbrunn (nu Cieplice Śląskie-Zdrój)  met de start van 70 gevangenen, voornamelijk Poolse, Belgische en Nederlandse Joden die uit Auschwitz waren overgeplaatst. 
Er werd hoofdzakelijk dwangarbeid verricht voor de Schlesische Zellwolle A.G. - Hirschberg im Riesengebirge (productie van synthetische vezels).  Begin februari 1945, toen de Sovjettroepen de toenmalige Pools-Duitse grens inmiddels waren overgestoken werden  nog ca. 500 gevangenen uit Buitenkamp Bolkenhain aan Buitenkamp Hirschberg toegevoegd.

## Sluiting van het kamp
Het kamp werd gebruikt tot eind februari 1945, de (nog) gezonde gevangenen werden geëvacueerd en gedwongen deel te nemen aan een dodenmars naar het  station in Liberec (Tsjechië) om vandaar uit met veewagons naar Buchenwald gebracht te worden.